# Флавий Проб
Фла́вий Проб (лат. Flavius Probus; годы деятельности — 510—513) — римский политик и консул в 513 году.
Происходил из семьи, известной своей учёностью. Он сам также был отмечен Эннодием за свой высокий интеллект.
В 512 году носил титул vir illustris; в следующем году исполнял консульские обязанности.